# Constitución de los Estados Unidos de Venezuela de 1881
La Constitución de los Estados Unidos de Venezuela de 1881 fue sancionada por el Congreso el 4 de abril de 1881 y promulgada por Antonio Guzmán Blanco el 27 de abril del mismo año.

## Historia
Esta redujo los 20 estados de la Federación a 9 y creó el Gran Consejo Federal, encargado de elegir al Presidente. El Congreso Nacional nombraba cada 4 años a los miembros de este consejo, compuesto de uno por cada Estado; y el consejo nombraba de su seno cada dos años al presidente, se declaró Himno nacional el canto "Gloria al Bravo Pueblo", creó el Ministerio de Instrucción Pública, y se reconoce a la Corte de Casación como Supremo Tribunal de los Estados.

## Organización territorial
| Antiguo o Antiguos Estados             | Nuevo Estado                  |
| -------------------------------------- | ----------------------------- |
| Barcelona, Cumaná y Maturín            | Estado de Oriente             |
| Guzmán Blanco, Guárico y Nueva Esparta | Estado Guzmán Blanco          |
| Carabobo y Nirgua                      | Estado Carabobo               |
| Portuguesa, Cojedes y Zamora           | Estado del Sur de Occidente   |
| Barquisimeto, y Yaracuy                | Estado del Norte de Occidente |
| Guzmán Blanco, Trujillo y Táchira      | Estado de Los Andes           |
| Guayana y Apure                        | Estado Bolívar                |
| Estado Soberano del Zulia              |                               |
| Estado Falcón                          |                               |

## Características
- Redujo el número de los estados de la Federación de 20 a 9.
- Creó el Gran Consejo Federal.
- La administración de las minas, tierras baldías y salinas pasa al poder central.
- Se declara Himno Nacional el canto "Gloria al Bravo Pueblo"
- Se Crea el Ministerio de Instrucción Pública.
- Se crea la Corte de Casación como Supremo Tribunal de los Estados.

## Reacciones
En 1881 Eusebio Baptista fue arrestado por criticar la reforma constitucional, la cual califica de monstruosa constitución suiza.